# Circo Colón

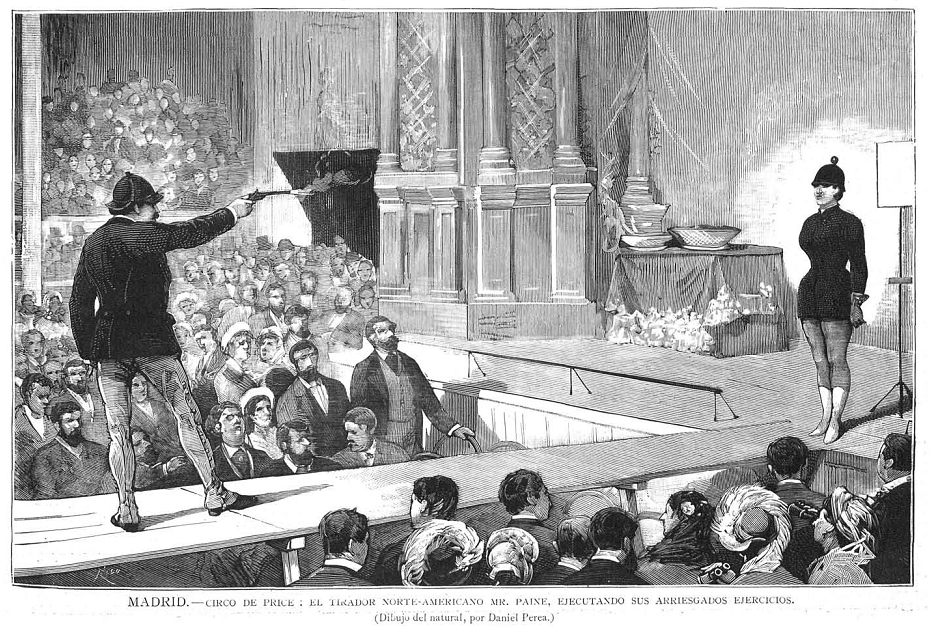
Uno de los números populares del Circo Colón, fue en sus comienzos, el tirador norteamericano Mr. Paine, triunfador más tarde en el Price, como recuerda este dibujo de Daniel Perea.

El Circo Colón fue un circo instalado en la plaza de Alonso Martínez, en la ciudad de  Madrid (España), proyectado por el arquitecto Emilio Muñoz en 1889. Local modesto, situado según Pedro de Répide en el chaflán de la calle de Santa Engracia con Almagro, fue la alternativa popular al más aristocrático Circo Price, en los últimos años del siglo XIX y primeros del Veinte.

## Historia

### Edificio
Los planos casi esquemáticos del proyecto de Emilio Muñoz dan idea de un edificio más provisional que estable. La estructura poligonal es de madera y pilares de hierro en ‹T›, revestida de tabla y cartón. Destacan en ella los doce pilares que levantan y soportan la gran linterna (con su doble función lumínica y de ventilación). El proyecto se complementa con dos pabellones destinados a los servicios públicos y un café, que enmarcan la portada o entrada principal; el dibujo se compensa con otro pabellón para los artistas en la parte posterior. Dentro, una pista de once metros y medio queda rodeada por las sillas de pista, anillo de localidades que amplían dos graderíos superpuestos.

### Espectáculo
Entre los artistas que más conmovieron al público en la pista del Colón —la mayoría de ellos asiduos también en las del Circo Price, antes o después—, hay que recordar a:
- Micaela Alegría, (de soltera Micaela Ramírez), gran estrella en el Circo Ecuestre de Barcelona junto a su marido, el portugués Gil Vicente Alegría (1842-1908) madre de sus seis hijos (Luisa, Enriqueta, Antonio, Clotilde, María y Emilia), y luego heredera de la compañía.[6]

- El ayunador francés Jorge Papuss (que se hacía pasar por faquir hindú), y que era capaz de resistir sin comer, vendado como una momia egipcia y metido dentro de una urna de cristal precintada, colgada a nueve metros del suelo y vigilada por una guardia y expuesta al público día y noche..., ¡hasta ocho días consecutivos! (y según qué versiones, incluso un mes!!).[7] Las hazañas de Papuss fueron recogidas y citadas por Melchor Almagro San Martín (Revista de Occidente, 1943), Tomás Álvarez Angulo (en las Memorias de un hombre sin importancia escritas por este eventual empresario del Circo Price) y Augusto Martínez Olmedilla en su Anecdotario de la farándula madrileña de 1947.

- El sugestionador Onofrof, "brujo de elevada estatura y grandes ojos negros" capaz de hipnotizar a media circo y someterlo a sus órdenes. Éxito que soliviantó a algunos siquiatras de la época, como Jaime Vera, compañero del doctor Esquerdo, que llegaría a denunciar al mago por posibles trastornos nerviosos en los participantes. Otra clarividente muy popular fue Sarah Mak y su compañero de espectáculo el 'adivinador del pensamiento' Alfredo Misklety.[nota 2]

- Queda también el recuerdo amable del payaso "Pinta", presentador de la pantomima acuática «Les chesseus parisiens», que convertía la pista del circo Colón en "un lago bañado por la Luna en el que nadaban los caballos". Y junto a él: Mademoiselle Orpheo y su «gran tourbillon reenversé» (última maravilla del siglo); y los Prosper, y sus equilibrios sobre sencillas sillas; o la señora Barcarronof, domadora de perros; entre muchos y muchos más artistas del circo de ayer.

### Cronistas literarios

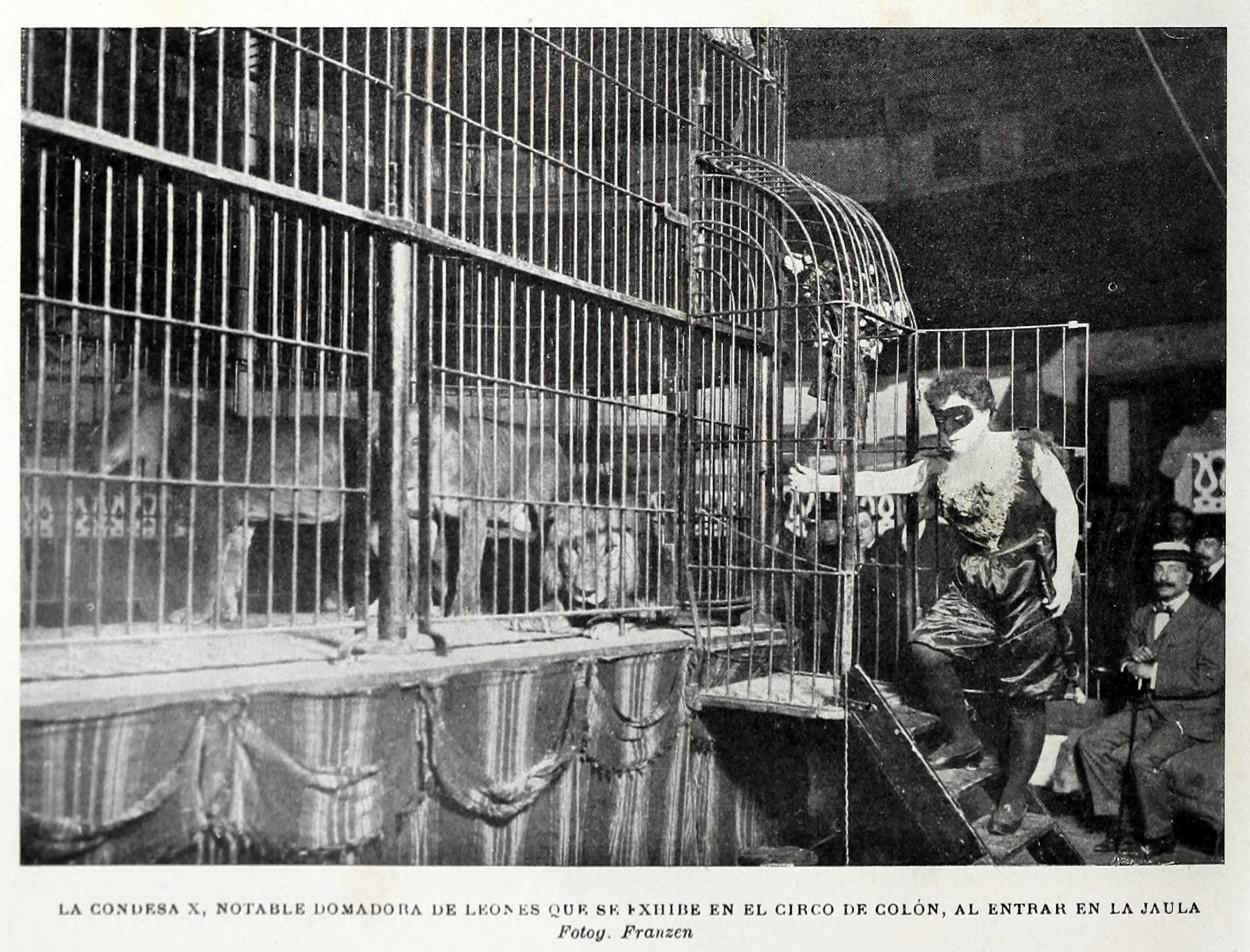
"La Condesa X, notable domadora de leones que se exhibe en el Circo de Colón, al entrar en la jaula", de Franzen (Blanco y Negro, 15 de julio de 1900)

El Circo Colón, quizá por su proyección popular, quedó reflejado con mayor o menor pasión en las páginas de varios escritores cuasi-contemporáneos: 
- Jacinto Benavente, dramaturgo lúdico y jacarandoso, privado admirador de "la Geraldine",[nota 3] vertió su pasión en obras como Los cachorros o La fuerza bruta.[2]

- Corpus Barga, en su libro de memorias Puerilidades burguesas (1965), explica que, mientras el noble Price dirigido por William Parish, le hacía el relevo al Teatro Real cada primavera, concluidos los abonos para la ópera, el Circo Colón abría todos los domingos y días festivos del año.[9]

- Ramón Gómez de la Serna, fiel a su barroquismo poético natural, disecciona en su recuerdo el cadáver del circo Colón en su ensayo «ramoniano» de 1917,[10] y deja constancia de su desaparición "haciendo unas llamas muy altas, con chispas artificiosa, con espectrales volatines de las figuras del fuego", como una falla.[11]